# КОНІФА
КОНІФА (CONIFA — The CONfederation of Independent Football Associations) — федерація футбольних асоціацій створена 2013 року. 
До неї входять збірні невизнаних держав, залежних територій, національних меншин, народів які не мають власних держав, мікронацій, а також збірних, які не входять до складу ФІФА.
Федерація організовує «КОНІФА Кубок світу з футболу», який вперше пройшов у 2014 році в місті Естерсунд, Швеція.

## Члени
| Європа - Абхазія - Графство Ніцца - Гренландія - Дельвідек - Джерсі - ДНР - Закарпаття - Західна Вірменія - Йоркшир - Крим - Лапландія - ЛНР - Монако - Арцах - Окситанія - Паданія - Придністров'я - Роми (Цигани) - Реція - Північний Кіпр - Секейська земля - Сканія - Фельвідек (Верхня Угорщина) - Франконія - Чамерія - Елан Ванін (острів Мен) - Південна Осетія | Азія - Арамейська Сирія (Ассирія) - Іракський Курдистан - Лезгистан - Об'єднані корейці Японії - Пенджаб - Рохінджа - Рюкю - Таміл-Ілам - Тибет - Уйгурстан Африка - Барава (Східна Ефіопія) - Баротселенд - Дарфур - Занзібар - Західна Сахара - Кабілія - Матабелаленд - Сомаліленд - Чагос Америка - Каскадія - Квебек Океанія - Кірибаті - Тувалу |